# Warren Hastings

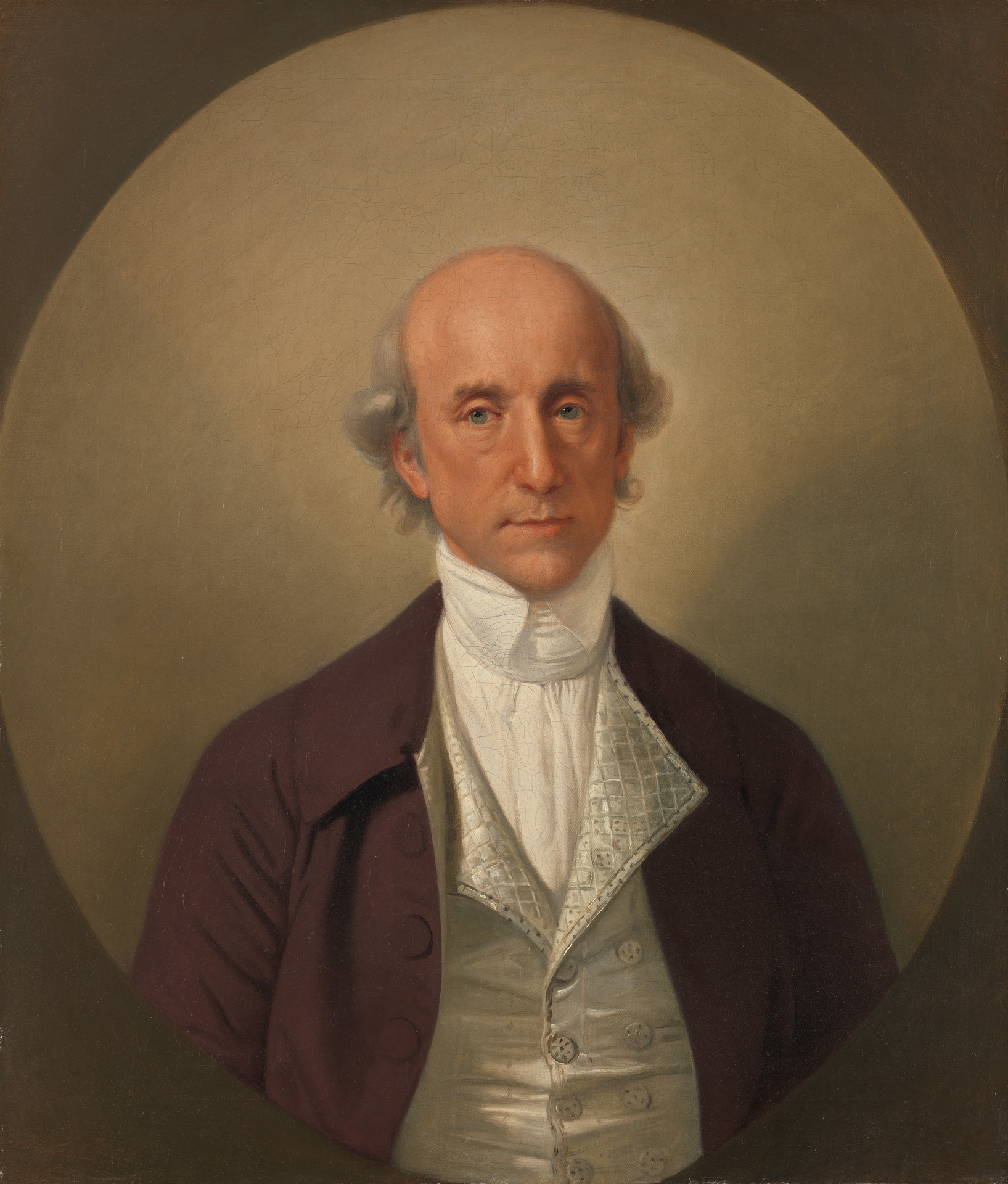
Warren Hastings, portret door Johann Zoffany, rond 1783-1784, collectie van het Yale Center for British Art.

Warren Hastings (Churchill (Oxfordshire), 6 december 1732 – Daylesford (Gloucestershire), 22 augustus 1818) was een Engels koloniaal bestuurder en diplomaat in India. Hastings was de facto de eerste gouverneur-generaal van Brits-Indië tussen 1773 en 1785. Hij was een voorstander van het volgen van inheemse gebruiken in de opzet van het bestuur, maar onder zijn leiding werd het fundament gelegd voor de Britse heerschappij in India. Toen Hastings in 1785 naar Engeland terugkeerde werd hij van corruptie en wanbestuur beschuldigd. Na een jarenlang proces in het Britse parlement werd hij in 1795 vrijgesproken. In 1814 werd hij tot de Privy Council benoemd.

## Levensloop

### Jeugd
Warren Hastings was de zoon van Penystone en Hester Hastings, een arm echtpaar uit Oxfordshire. De moeder stierf toen hij nog erg jong was. Hij bezocht Westminster School, waar hij een tijdgenoot was van de toekomstige premiers William Petty en William Cavendish-Bentinck en de dichter William Cowper. In 1750 trad hij in dienst van de East India Company en na een lange zeereis arriveerde hij in augustus van dat jaar in Calcutta. Hastings verwierf als klerk een reputatie als een harde werker en bracht zijn vrije tijd door met het eigen maken van de cultuur en geschiedenis van India. Hij leerde zichzelf Urdu en Perzisch. In 1752 werd hij gepromoveerd naar de handelspost Kazimbazar in Bengalen, waar hij voor William Watts werkte.
De Britse handelsposten in het gebied bestonden destijds bij de gratie van de nawab van Bengalen, de oude Alivardi Khan. Khan dreigde opgevolgd te worden door zijn kleinzoon Siraj ud-Daulah, die anti-Britse sentimenten koesterde. De toekomst van de Britse kolonisten was daarom allesbehalve zeker. In april 1756 stierf de nawab en nam zijn kleinzoon de macht over. De kolonisten in Kazimbazar werden omsingeld en gaven zich op 3 juni over. Hastings en zijn landgenoten werden daarop naar Murshidabad gebracht waar ze gevangengezet werden. Hastings werd door Siraj ud-Daulah gebruikt als tussenpersoon. De nawab had ondertussen ook Calcutta ingenomen. De gevangengenomen Britten daar werden in een kleine cel ondergebracht, waar velen door verstikking en uitputting stierven. Het voorval kwam in de Britse kranten bekend te staan als "Black Hole of Calcutta".
Hastings, die zijn leven niet zeker voelde, wist te ontsnappen naar het eiland Fulta, waar zich Britse vluchtelingen verzameld hadden. Hier ontmoette en huwde hij Mary Buchanan, de weduwe van een van de slachtoffers van het incident in de cel van Calcutta. De vluchtelingen werden kort daarna gered door de troepen van luitenant-kolonel Robert Clive, die uit Madras (het huidige Chennai) gestuurd waren om orde op zaken te stellen.
Hastings diende als vrijwilliger in Clive's leger toen het in januari 1757 Calcutta opnieuw innam. De nawab sloot daarop een vredesverdrag met Clive. Hastings was opnieuw in positieve zin opgevallen en Clive zorgde ervoor dat hij in zijn oude functie in Kazimbazar hersteld werd. Het verdrag hield echter niet lang stand. Clive versloeg in juni 1757 met behulp van de verrader Mir Jafar Siraj ud-Daulah tijdens de slag bij Plassey. Deze overwinning maakte de Britten meesters van Bengalen en Clive stelde Mir Jafar aan als nieuwe nawab.

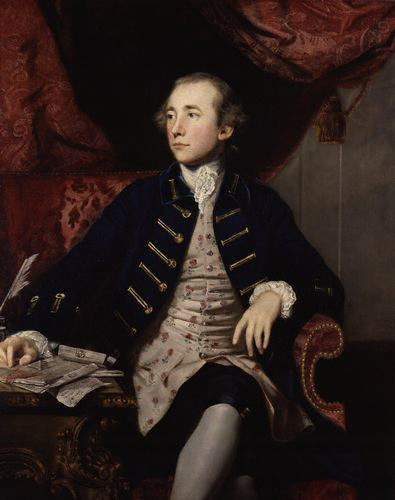
Warren Hastings, olieverfportret door Joshua Reynolds, 1767 of 1768.

### Eerste verblijf in India
In 1758 werd Hastings op aanraden van Clive benoemd tot resident aan het hof van de nawab van Bengalen in Murshidabad. Hoewel de resident officieel een soort ambassadeur is, regeerde de nieuwe nawab als een Britse marionet. Hastings' rol bestond daarom uit het aan de nawab doorgeven van bevelen van Clive of het bestuur van de Company in Calcutta. Hastings sympathiseerde met Mir Jafar en geloofde dat veel van de bevelen en eisen van de Company aan de nawab te ver gingen. Hij was voorstander geworden van het scheppen van begrip bij de inheemse bevolking en heersers, waardoor hij vaak als bemiddelaar optrad tussen de Company en de nawab.
Mir Jafar nodigde in het geheim de Nederlandse V.O.C. uit zich in Bengalen te vestigen, in de hoop de Nederlanders tegen de Britten uit te kunnen spelen. De Britten maakten met de slag bij Chindura (1759) echter een einde aan de Nederlandse ambities in Bengalen. Een nieuwe gouverneur, Henry Vansittart, vond dat Mir Jafar niet langer te vertrouwen was en besloot hem af te zetten ten gunste van zijn schoonzoon Mir Qasim. Hastings liet Calcutta weten deze stap te betreuren, en dat de Company Mir Jafar steun verschuldigd was. Hij ontwikkelde een eveneens goede relatie met de nieuwe nawab, maar werd in 1761 teruggeroepen als resident en tot de Calcutta Council benoemd.
In Calcutta voerde Hastings onderzoek uit naar corruptie en wanpraktijken van Britse en andere Europese handelaren. Sinds Plassey hadden veel handelaren de gewoonte opgevat zonder toestemming onder de Britse vlag te varen, omdat ze wisten dat de lokale belastingbeambten niet tegen de Britten durfden op te treden. Hastings deed voorstellen om deze gang van zaken aan te pakken. De Council, waarvan veel leden zichzelf op deze manier verrijkten, besloot zijn voorstellen echter niet aan te nemen. Hastings overwoog zijn functie neer te leggen, maar moest zijn beslissing uitstellen wegens de uitbraak van nieuwe vijandigheden.
Mir Qasim had Europese huurlingen in dienst genomen, die zijn leger moderniseerden en de slagkracht verbeterden. Hij kwam tot een geheim akkoord met de nawab van Avadh en de Mogolkeizer, Shah Alam II. In 1764 greep hij een onenigheid met de Britse bestuurders in Patna aan om het Britse garnizoen in de stad te overrompelen en te dreigen zijn gevangenen te executeren als Calcutta militaire actie tegen hem ondernam. De Company stuurde desondanks troepen naar Patna en de nawab liet zijn gevangenen, onder wie de lokale Britse resident, terechtstellen. Er volgde een serie veldslagen, culminerend in de slag bij Buxar (oktober 1764), die door de Britten gewonnen werd. Mir Qasim was gedwongen te vluchten en de Mogolkeizer werd gedwongen een nadelig verdrag te tekenen, waarbij hij de Britten het recht op belasting in Allahabad afstond. Hastings was gedesillusioneerd geraakt door de loop der gebeurtenissen en keerde in december 1764 terug naar Engeland.

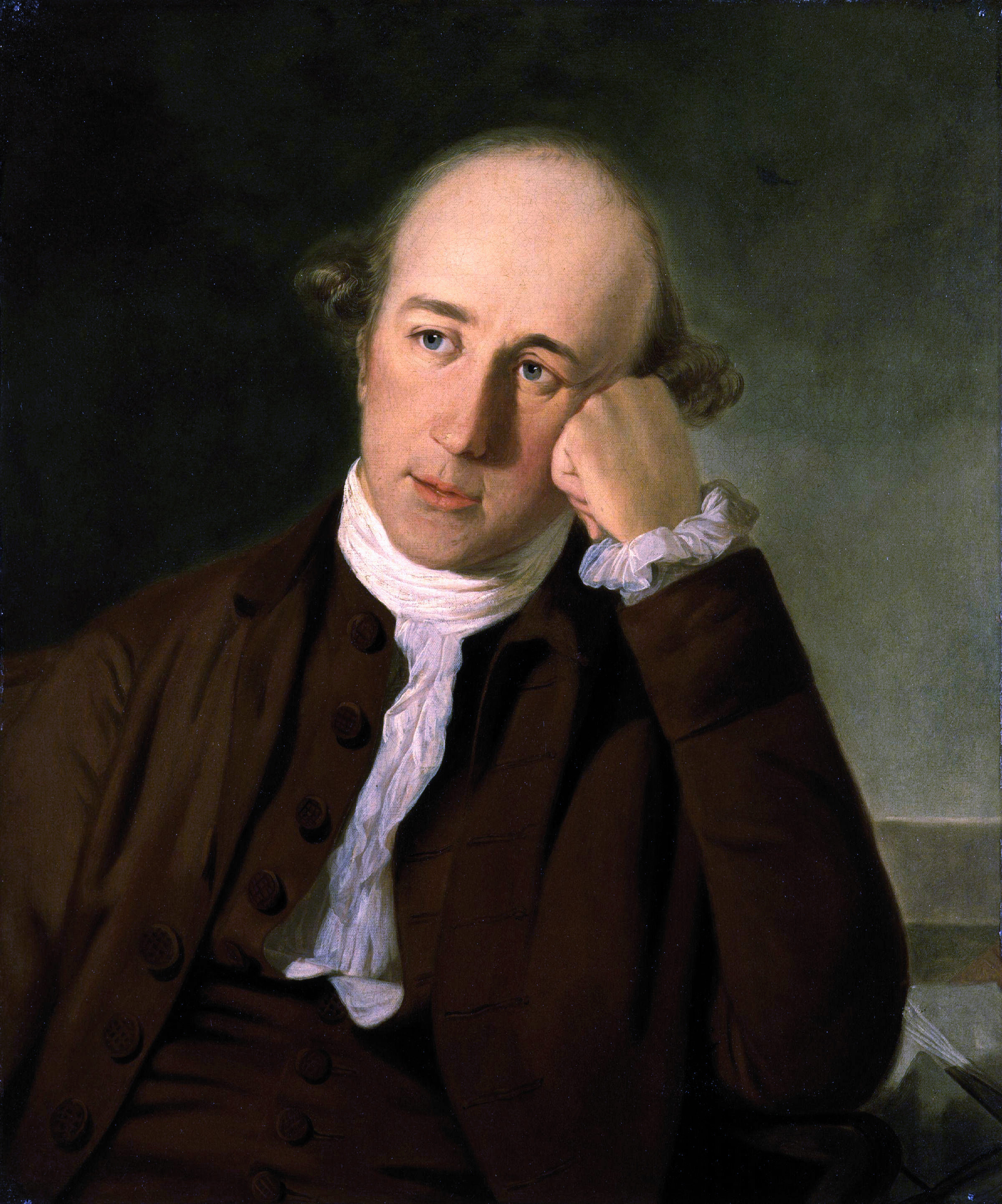
Warren Hastings, portret door Tilly Kettle, datum onbekend.

### Tweede aanstelling in India
In tegenstelling tot andere koloniale beambten, had Hastings geen fortuin vergaard in India. In Londen leefde hij echter op grote voet, en al snel raakte hij diep in de schulden. Hij zag zich gedwongen opnieuw in dienst van de Company te treden. In de Company had Hastings echter veel vijanden gemaakt, waaronder een van de bestuurders, Laurence Sulivan. Deze animositeit liep uit op een duel. Omdat geen van beiden ooit een revolver hadden aangeraakt, schoot Hastings min of meer per ongeluk Laurence in de zij. Deze vond daarin voldoende reden om zijn kruistocht tegen Hastings voort te zetten hetgeen uiteindelijk leidde tot ''impeachment" van de laatste. Zijn sollicitatie was daarom aanvankelijk onsuccesvol. Opnieuw hielp Robert Clive Hastings, door hem tegen Sullivans wens in de functie van plaatsvervangend bestuurder van Madras te bezorgen.
Hastings vertrok uit Dover in maart 1769. Onder de passagiers van Hastings' schip bevonden zich de Duitse baron Imhoff en zijn vrouw. Met de laatste begon Hastings een affaire. Het echtpaar zou daarop een scheiding aanvragen, maar het duurde tot 1777 tot de Duitse autoriteiten groen licht gaven en Hastings met de barones kon trouwen.
Hastings kwam kort na het einde van de eerste oorlog tussen Mysore en de Britten (1767-1769) aan in Madras, gedurende welke de stad bedreigd was door de troepen van Haider Ali, de sultan van Mysore. Tijdens Hastings verblijf in Madras volgden nog drie oorlogen met Mysore, maar anderszins was het een rustige periode voor hem. Hastings hervormde de handelspraktijken in de stad, wat zowel de lokale ambachtslieden ten goede kwam als de inkomsten van de Company deed stijgen. In 1771 werd hij benoemd tot gouverneur van Bengalen in Calcutta. Net als zijn vriend Clive was Hastings van mening dat de drie Britse presidenties in India (Madras, Bombay en Calcutta) beter onder een bestuur verenigd zouden worden. De Company nam inderdaad stappen om de drie kolonies te verenigen en Hastings werd gezien als de logische keus voor de functie van gouverneur-generaal.

### Gouverneur-generaal
In 1773 werd Hastings in de nieuwe functie van gouverneur-generaal benoemd. Al zijn beslissingen moesten door een vijfkoppige bestuursraad (de Calcutta Council) worden goedgekeurd. Hastings zou een goed deel van zijn tijd als gouverneur-generaal bezig zijn met zijn beslissingen door de raad te voeren. Zijn grootste vijand was Philip Francis, die de rest van de raad tegen Hastings opzette. Aan deze vijandschap lag een politiek verschil van inzicht ten grondslag. Hastings organiseerde de belastingheffing in Bengalen op dezelfde manier zoals dit onder de nawabs van Bengalen gebruikelijk was geweest: door het recht belasting te heffen te verlenen aan de hoogste bieder. Francis daarentegen was aanhanger van het in Frankrijk opgekomen fysiocratisme, waarin de staat slechts de grondeigenaars belast en de handel verder vrijlaat. Hastings negeerde Francis' voorstellen echter stelselmatig.
Onder Francis' invloed probeerden de bestuurders Hastings' beslissingen te dwarsbomen en ondernamen ze pogingen hem af te zetten. De hinder die Hastings in zijn positie ondervond van de bestuurders zou later voor zijn opvolger, Lord Cornwallis, aanleiding zijn te eisen dat de macht van de gouverneur-generaal stevig werd uitgebreid. De persoonlijke animositeit tussen Hastings en Francis leidde in 1780 tot een duel, waarin Hastings Francis verwondde, maar niet doodde.
Het lukte Hastings desondanks wel het juridische systeem te hervormen. De diwan had onder de nawabs van Bengalen de facto slechts jurisdictie in de belangrijke handelscentra. Hastings liet nieuwe rechtbanken openen, die populair onder de bevolking werden. Bovendien leverden ze een bijdrage aan de schatkist, omdat de leges hoog waren. Als hoogste beroepsinstantie gold voorheen de diwan zelf, maar Hastings benoemde zijn jeugdvriend de jurist Elijah Impey in deze functie. Impey stelde procedures op voor de koloniale rechtbanken, gebaseerd op de Engelse rechtspraak.

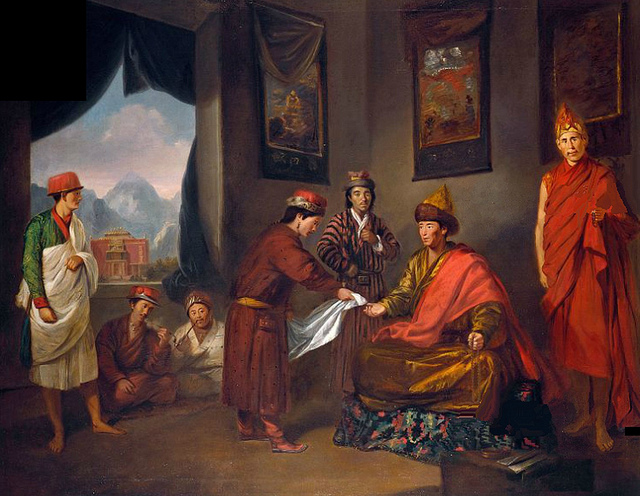
De zesde panchen lama ontvangt George Bogle, de secretaris van Hastings, in Tashilhunpo. Hastings probeerde via de panchen lama in contact te komen met het keizerlijk hof in Peking. Olieverfschilderij door Tilly Kettle, rond 1775.

Hastings' beslissingen zich te mengen in conflicten tussen inheemse heersers hadden tot gevolg dat de invloed van de Britten groeide. In 1773 werden op Hastings' bevel in de Eerste Rohilla-oorlog troepen ter beschikking gesteld aan Shuja ud-Daulah, de nawab van Avadh. De Britten hielpen de Rohilla's te verdrijven uit het gebied ten noorden van Avadh. De nawab, die onder Britse invloed stond, kon op die manier zijn gebied uitbreiden. Verder verleende Hastings militaire steun aan de radja van Cooch Behar tegen Bhutanese plunderaars. Voorwaarde was dat de radja de Britten als soeverein zou erkennen. De Britse troepen verdreven de Bhutanezen in 1773 uit de duars (het lagere berggebied dat de opmaat tot de Bhutanese Himalaya vormt).
Bhutan was deel van de invloedssfeer van Tibet. Naar aanleiding van de Britse bedreiging van Bhutan stuurde de zesde Panchen Lama van Tibet Hastings een verzoek om tot vreedzame betrekkingen tussen Bhutan, Tibet en de Britten te komen. Hastings greep deze kans enthousiast aan. Hij zag hierin een kans in Tibet een nieuwe afzetmarkt voor Britse wol te openen en de handel met Tibet, die sinds de opkomst van de Gorkha's in Nepal was onderbroken, te herstellen. Bovendien lag Tibet op zijn beurt in de invloedssfeer van Manchu-China. Sinds 1699 konden Europese handelaars onder strikte en zeer beperkende voorwaarden in Kanton handel drijven met China. De ambitie van Hastings was om via Calcutta en Lhasa een rechtstreekse diplomatieke en/of handelsrelatie met Peking te creëren.
In 1774 zond hij een expeditie onder leiding van George Bogle naar Tashilhunpo, de residentie van de panchen lama. Bogle werd uiteindelijk zeer vriendelijk ontvangen en rapporteerde dat het de moeite waard zou zijn verder in deze relatie te investeren. De panchen lama aanvaardde een uitnodiging van de Chinese keizer Qianlong voor een bezoek aan Peking, maar overleed daar in 1780. Bogle overleed in 1781.
In 1783 besloot Hastings een nieuwe missie naar Tashilhunpo te zenden. De aanleiding was de bevestiging van de ontdekking van de nieuwe reïncarnatie van de panchen lama het jaar daarvoor, Pälden Tenpey Nyima (1781-1853). Deze missie stond onder leiding van Samuel Turner, die enkele gesprekken met de regent van de dan driejarige panchen lama voerde. Turner kwam tot de conclusie dat verdere gesprekken om met behulp van Tibet een diplomatieke relatie met Peking te verkrijgen, geen zin zouden hebben. Turner meldde wel kansen te zien voor vergroting van het handelsvolume vanuit Bengalen naar Tibet. Hastings besloot in 1784 dan ook een handelsonderneming te (laten) stichten, die belastingvrij tussen Tibet en Bengalen zou kunnen handelen. De handelsonderneming had enig succes. Rapporten uit 1785 en 1786 meldden dat de markten rondom Tashilhunpo goed voorzien waren van Bengaalse en Britse goederen. Door de invallen van de Gorkha's in met name het gebied rondom Tashilhunpo in 1789 en 1791, ontstond echter een wezenlijk verschillende situatie en werd in feite de verstandhouding tussen Tashilhunpo en Calcutta verbroken.

### Conflicten met de Maratha's en Mysore

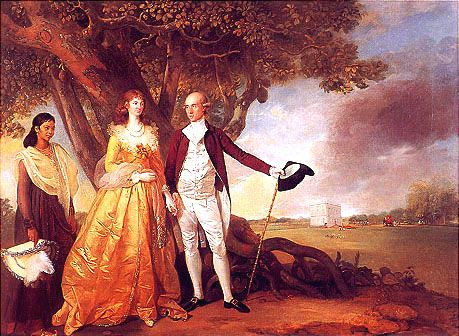
Hastings met zijn tweede vrouw Marian op hun landgoed in Alipore. Olieverfschilderij door Johann Zoffany, rond 1784-1787.

Hastings bleef tot 1784 aan als gouverneur-generaal. Onder zijn leiding wisten de Britten hun rijk in India te consolideren en gestaag uit te breiden. Hastings was een visionair die inzag dat de Britse heerschappij over India alleen geaccepteerd zou worden als de Britten volgens lokale gebruiken regeerden en zich verdiepten in de talen, cultuur, religie en gebruiken van de bevolking. In Calcutta stichtte hij de Madrasah-i-Aliah, de eerste universiteit naar westers model op Indiase bodem. Ook financierde en overzag hij de oprichting van de Asiatic Society of Bengal in 1784, die onder leiding van oriëntalistische geleerden als William Jones tot doel had kennis over India en de Indiërs te vergaren.
In de Eerste Maratha-Britse Oorlog (1775-1782) volgde Hastings een voorzichtige koers. De Bombay Council had zich in een successieoorlog in het Maratharijk gemengd door de afgezette peshwa Raghunath Rao militaire steun te verlenen. De Britten waren echter niet tegen de Maratha's opgewassen en een veldtocht die ten doel had de Marathi hoofdstad Poona te veroveren liep uit op een mislukking. Hastings begreep dat het onverstandig was de Maratha's rechtstreeks aan te vallen. Gebruikmakend van zijn bevoegdheid als gouverneur-generaal verklaarde hij de afspraken die Bombay met Ragunath Rao gemaakt had ongeldig. Hij stuurde een leger onder kolonel Goddard westwaarts om de Marathi maharadja van Gwalior, Mahadji Sindhia, te bedwingen. In 1781 werd Gwalior veroverd en de maharadja was gedwongen als bemiddelaar tussen de peshwa en de Britten op te treden. Het verdrag van Salbai (1782) voorzag in herstel van de grenzen van voor de oorlog. Het schiep voor de Britten 20 jaar vrede met de Maratha's, zodat ze zich op Mysore konden richten.
In 1780 was opnieuw oorlog met sultan Haider Ali van Mysore uitgebroken. Haider Ali had zich ten doel gesteld de Britten uit het zuiden van India te verjagen. Aanvankelijk had de sultan succes: hij versloeg de Britten in de slag bij Pollilur en dreigde Madras te bezetten. Hastings stuurde versterkingen onder Eyre Coote naar het zuiden en de situatie ontwikkelde in een militaire patstelling. Haider Ali sloot daarop het verdrag van Mangalore (1784) met de Britten, waarin de situatie van voor de oorlog grotendeels hersteld werd. De Britse positie in het zuiden van India was echter serieus bedreigd geweest, wat in de Britse publieke opinie het gevolg was van wijdverspreide corruptie en wanbeleid onder de beambten van de Company. Menig beambte keerde na een carrière in India met een fortuin terug naar Europa. Deze nouveau riches werden door de gevestigde elite spottend nabobs genoemd en waren zeer impopulair in Engeland. Hastings werd persoonlijk verantwoordelijk gehouden voor de zelfverrijking en corruptie binnen de Company.
In Calcutta zelf werd Hastings geplaagd door kritiek in de Hicky's Bengal Gazette, de eerste krant in Brits-Indië. De krant was in 1780 opgericht door de Ierse migrant James Augustus Hicky en wist snel een schare lezers onder de huurlingen van de Company te vinden. Hicky beschuldigde Hastings van corruptie en nepotisme en Hastings reageerde door Hicky van smaad te beschuldigen. De rechters, die onder Hastings' vriend Eliah Impey stonden, veroordeelden hem tot gevangenisstraf. Vanuit zijn cel bleef Hicky nog enkele maanden zijn krant uitgeven tot de drukmachines op bevel van de rechtbank in beslag werden genomen. De beschuldigingen bereikten echter Engeland, waar de kritiek op Hastings aanzwol.
De Britse premier William Pitt leidde in 1783 zijn India Act door het parlement. Deze Act voorzag in de oprichting van het India Board, dat corruptie en wanbestuur in India tegenging door de activiteiten van de East India Company te controleren. In zijn presentatie van de Act noemde Pitt Hastings in het geheel niet, wat werd opgevat als een teken dat de premier Hastings niet langer vertrouwde. Hastings, die een bewonderaar van Pitt was, ervoer de kritiek als een persoonlijke slag. Hij besloot zijn functie neer te leggen en terug te keren naar Engeland. Hij stelde John MacPherson aan als plaatsvervangend gouverneur-generaal, in afwachting van de benoeming van een opvolger. In februari 1785 scheepte hij zich in voor de terugreis naar Engeland.

### Terugkeer naar Engeland en proces

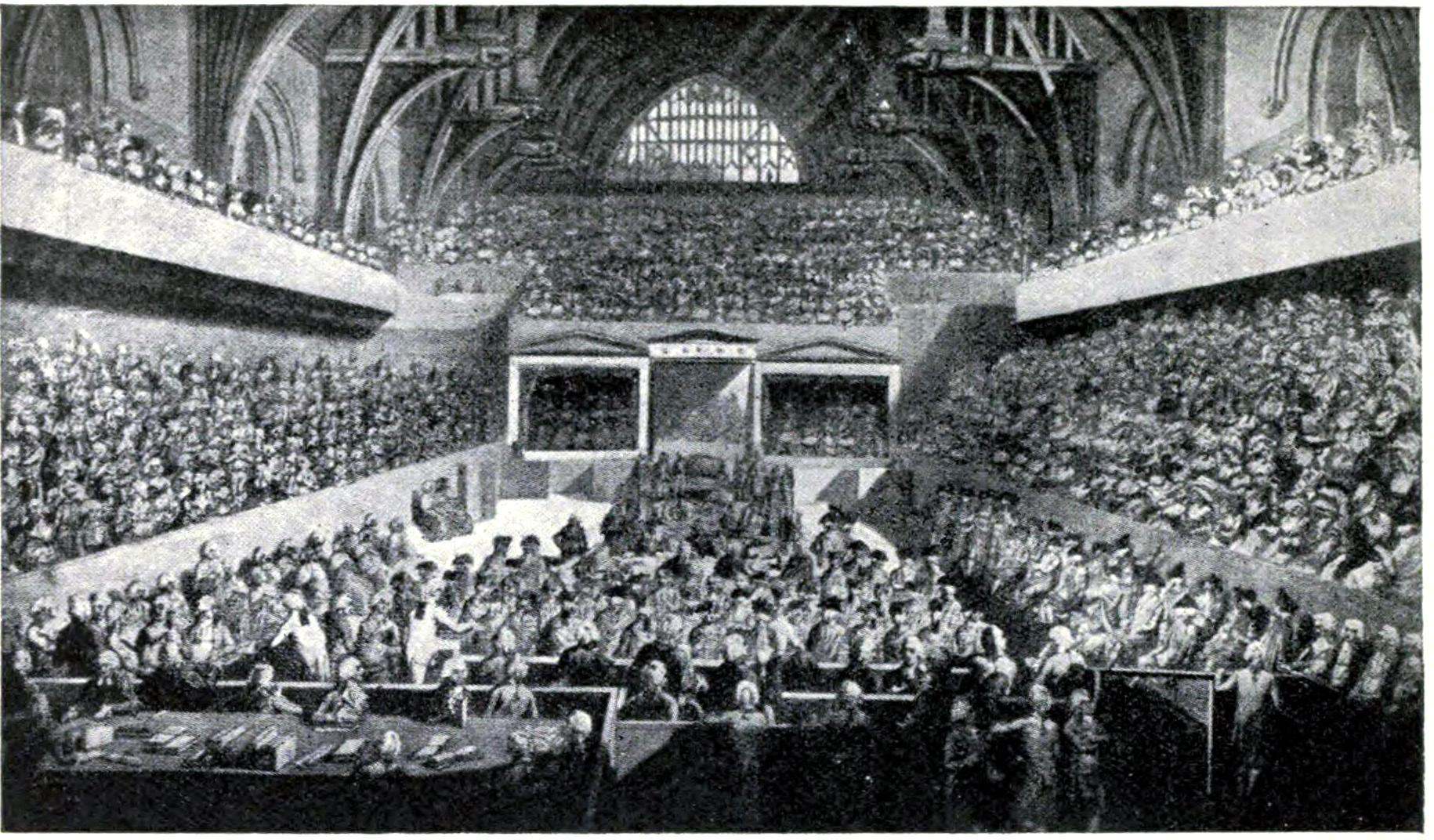
Het proces tegen Warren Hastings in 1788. Prent uit Hutchinsons Story of the Nations (1934).

Tijdens de terugreis naar Europa schreef Hastings een uitvoerig verslag van zijn handelen in India, dat hij zou overhandigen aan Henry Dundas, een medewerker van premier Pitt. Hastings' manier van besturen in India, waarbij hij lokale gebruiken en structuren aanhield in plaats van de Britse rechtspraak, cultuur en ideeën in te voeren, had hem veel vijanden bezorgd. Deze vijanden, waaronder de in 1781 naar Engeland teruggekeerde Philip Francis, beschuldigden Hastings van wanbestuur, waarbij ze gebruik maakten van het negatieve beeld van de koloniale bestuurders in de Britse publieke opinie.

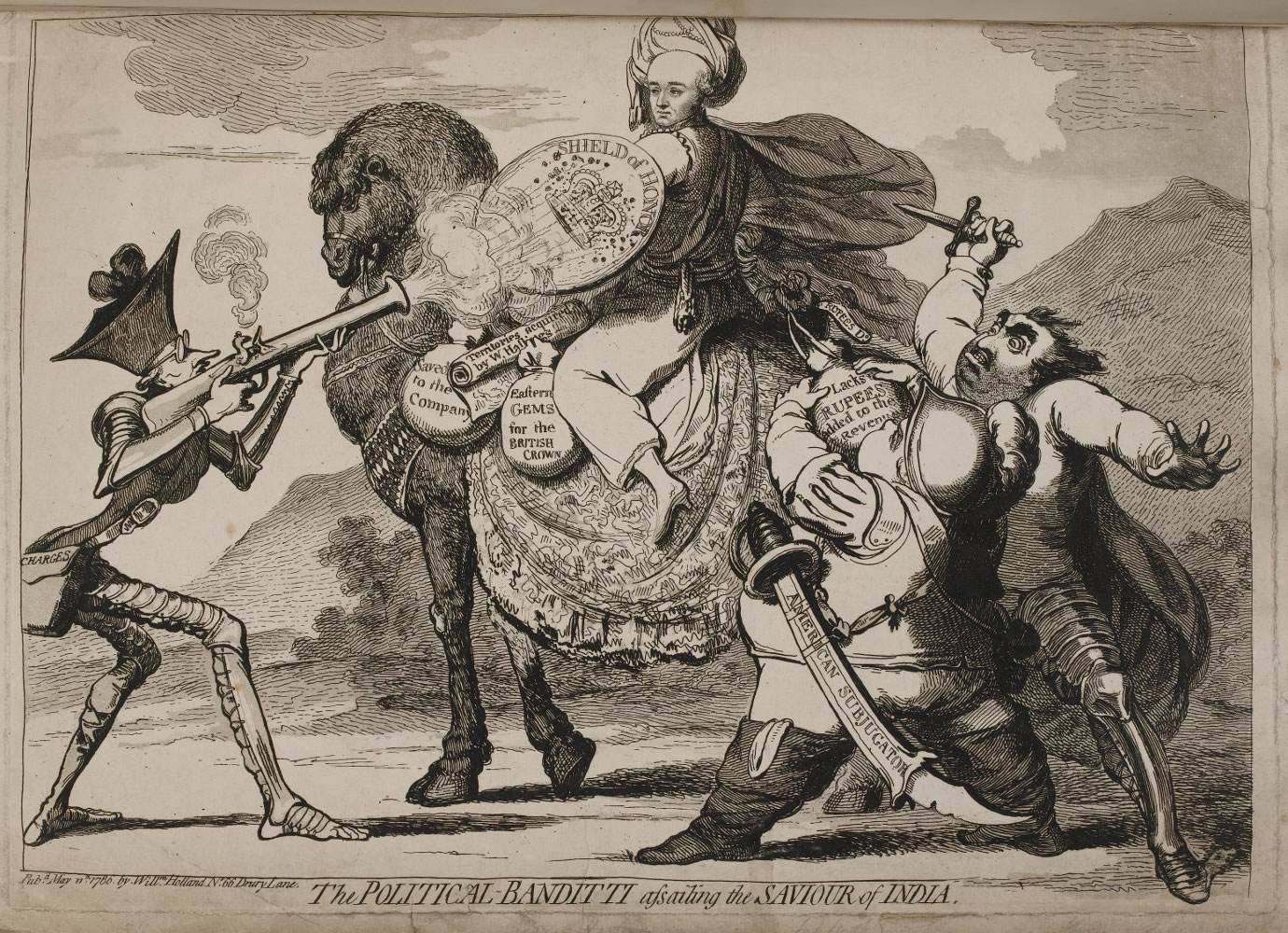
Hastings, voorgesteld als de "redder van India", wordt aangevallen door de "bandieten" Edmund Burke en Charles James Fox. Cartoon door James Gillray, 1786.

Toen Hastings in juni 1785 in Londen arriveerde werd hem alle lof toegewoven door het bestuur van de East India Company, en werd hem een privé-audiëntie verleend door koning George III. Maar in plaats van te worden verheven in de Ierse adelstand, waarop hij had gehoopt, werd hij aangeklaagd en onderworpen aan een proces van impeachment in het Britse parlement. Onder de aanklagers bevonden zich de prominente whigs Edmund Burke, Charles James Fox, Richard Brinsley Sheridan en Thomas Macaulay. Het proces werd aanvankelijk weinig kansrijk geacht en de aanklagers leken er in de eerste plaats op uit de regering van William Pitt in discrediet te brengen. Pitt en zijn minister Henry Dundas verdedigden Hastings publiekelijk. Pitt beweerde dat Hastings in plaats van te worden aangeklaagd beschouwd kon worden als de redder van het Britse rijk in Azië. Op andere momenten leek de premier echter niet voor Hastings op te willen komen. Zo gaf hij toe dat er in Philip Francis' beschuldiging dat Hastings de radja van Benares onredelijk hard had aangepakt een grond van waarheid school. Onder een toenemend vijandige publieke opinie werd Hastings op 21 mei 1787 gearresteerd. Hij vroeg de bekende jurist Edward Law, baron Ellenborough om advies bij zijn verdediging.
Het proces kon op een grote hoeveelheid aandacht van de pers en Londense elite rekenen. Onder de elite had Hastings enkele vooraanstaande sympathisanten, waaronder de schrijfster Frances Burney. Uit brieven van de schrijfster Jane Austen en haar familie blijkt dat ze het proces nauw volgden. Hastings werd voorwaardelijk vrijgelaten en woonde gedurende zijn proces in een herenhuis in de wijk Mayfair.

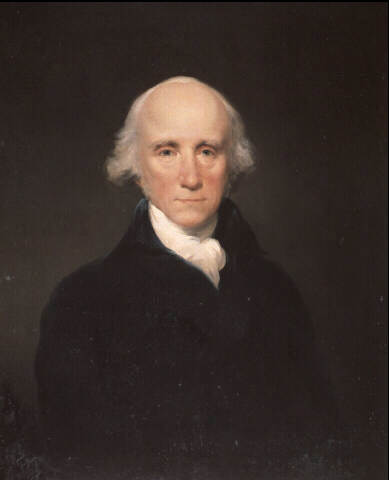
Warren Hastings op latere leeftijd, portret door Lemuel Francis Abbott.

In totaal nam het proces zeven jaar in beslag en het Britse parlement kwam er in die periode 148 keer voor in zitting bijeen. De verdediging kostte Hastings een fortuin, en hij klaagde geregeld dat het proces hem tot een bankroet dreef. In de loop van het proces keerde de publieke opinie zich geleidelijk ten gunste van Hastings. Een belangrijk omslagpunt was de getuigenis van Lord Cornwallis in 1794, die Hastings in India als gouverneur-generaal had opgevolgd en inmiddels naar Engeland was teruggekeerd. Het Hogerhuis sprak Hastings ten slotte op 23 april 1795 op alle punten van de aanklacht vrij. Burke bleef tot zijn dood in 1797 echter overtuigd dat Hastings schuldig was.

### Latere leven
Het proces had Hastings financieel geruïneerd. Na zijn vrijspraak beloonde de East India Company hem met een jaarlijks pensioen van 4000 pond en een lening van 50.000 pond.
Hoewel hij daarmee niet uit de financiële problemen was, lukte het Hastings het landgoed Daylesford in Gloucestershire te kopen. Dit was een levenslange ambitie, omdat dit landgoed sinds de Middeleeuwen aan de familie Hastings had toebehoord maar een generatie eerder verloren was gegaan. Hij liet het landhuis opnieuw inrichten door architect Samuel Pepys Cockerell. In het interieur werden zowel Britse als Indische decoraties gebruikt. De tuinen werden opnieuw ingericht door John Davenport. Hij liet de Normandische kerk van het dorp restaureren in 1816 en werd na zijn overlijden twee jaar later in het gebouwtje bijgezet.
In de laatste jaren van zijn leven raakte Hastings gerehabiliteerd. Hij kreeg uiteindelijk de erkenning een van de belangrijkste personen achter het tot stand komen van het Britse rijk in India te zijn geweest. In 1812 werd hem gevraagd als kenner van India zijn mening te geven voor het parlement en na afloop van zijn rede ontving hij een staande ovatie. In 1814 werd hij benoemd tot de Privy Council van koning George III.
- Bibsys: 90157016
- Bibliothèque nationale de France: cb121499870 (data)
- CiNii: DA00651891
- Gemeinsame Normdatei: 118709011
- International Standard Name Identifier: 0000 0000 8108 2597
- Library of Congress Control Number: n84108880
- Bibliotheek van het Japanse parlement: 00795035
- Nationale Bibliotheek van Tsjechië: hka2010587329
- Nationale bibliotheek van Australië: 35178027
- Nationale Bibliotheek van Israël: 987007262466405171
- Nationale Bibliotheek van Polen: a0000001186199
- Nederlandse Thesaurus van Auteursnamen: 070537321
- Réseau des bibliothèques de Suisse occidentale: 02-A022770405
- Istituto Centrale per il Catalogo Unico: TO0V460750
- SNAC: w6qp6xz7
- Système universitaire de documentation: 029991501
- Trove: 853395
- Union List of Artist Names: 500033781
- Virtual International Authority File: 29571391
- WorldCat: E39PBJyRxhhYg36DtYFpHRDcyd